# リー・ジョーンズ (1970年生のサッカー選手)
リー・ジョーンズ（Lee Jones, 1970年8月9日 – ）は、ウェールズのサッカー選手。ポジションはゴールキーパー。

## 生涯
ジョーンズは2003年よりストックポート・カウンティと契約、またブリストル・ローヴァーズとスウォンジー・シティでプレー。
2006年12月、ジョーンズは緊急事態によりベリーに7日間の期限付き移籍。彼は12月9日のマンスフィールド・タウン戦に出場したが、12月12日に行われたFAカップのチェスター戦再試合は大会規定により出場不可であった。
2007年1月8日、ジョーンズはブラックプールから1か月間、期限付き移籍でダーリントンに加入。2007年末、ジョーンズはノーザンプレミアフットボールリーグのナントウィッチ・タウンに移籍。